# Yoga Fire
 Der er for få eller ingen kildehenvisninger i denne artikel, hvilket er et problem. Du kan hjælpe ved at angive troværdige kilder til de påstande, som fremføres i artiklen.

Yoga Fire er et norsk rockband bestående af Esben Selvig ( "Dansken") (vokal), Jonas Forsang Moksnes ( "Apollo") (lead guitarist), Aslak Hartberg ( "Ali") (bas), Sveinung Eide (Dr. S " ) (synthesizer og rytme guitarist) og Søren Brandt ( "posen") (trommeslager). Medlemmerne er tidligere kendt fra hiphop-projekter Klovner i Kamp og Apollo.

## Oprindelse
Bandet blev startet som en hyldest til Joachim "Jokke" Nilsen, og blev etableret som en konsekvens af medlemmerne blev bedt om at spille på mindekoncerten for Jokke på Rockefeller i Oslo så tidligt som i 2001. I første omgang, var det med denne ene koncert, men efter en ny mindekoncert for Jokke par år senere, begyndte bandet så vidt at skrive deres eget materiale. Trommeslager Thomas "Finger'n" Gullestad flyttede i 2006 til Los Angeles og blev derfor erstattet af Klovner i kamp og Apollos tidligere lydmand, Søren "Posen" Brandt.
Yoga Fire er kendt for sine meget prangende live shows, og har spillet på flere store festivaler, herunder Quart Festival , Hovefestivalen og Slottsfjellfestivalen. I 2009 spillede de også på Roskilde Festivalen i Danmark.
Yoga Fire vandt MTV Europe Music Awards 2009 i kategorien Bedste norske kunstner. De var også nomineret i Best European Act..
Yoga Fire var også nomineret til NRJ Music Awards 2009 i kategorien "Bedste norske Band / Artist".

## Fuck dig eller dine penge tilbage
Yoga Fire's debut album, Fuck Du eller dine penge tilbage, blev udgivet i efteråret 2009 om MTG Music. En uge før albummet blev udgivet var også bogen om Yoga Fire ud. Det også kaldes Fuck Du eller dine penge tilbage, og er skrevet af bandets bassist, Aslak "Ali" Hartberg.
Den første single fra albummet blev opkaldt de eneste i verden og blev udgivet i maj 2008, kl Mountain Music.
I foråret 2009 blev den anden single, Slipp Johnny Fri, offentliggjort i MTG. Slipp Johnny Fri er skrevet om og til bandets manager Jonas Haga Nilsen, også kendt som Johnny Trebein. I musikvideoen til sangen spille skuespillerne Aksel Hennie, Trond Fausa Aurvåg, Nicolai Cleve Broch, Håvard Bakke og Fridtjov Såheim bandmedlemmerne. Videoen er instrueret af Marius Holst.
Superkul Med Kniv var albummets tredje single. I musikvideoen spiller blandt Jenny Skavlan.